# Zostérops flavescent
Zosterops flavus
Espèce
Statut de conservation UICN

 EN  : En danger
Le Zostérops flavescent (Zosterops flavus) est une espèce d'oiseaux de la famille des Zosteropidae.

## Répartition
Cet oiseau vit de manière dissoute le long des côtes du nord-ouest de Java et du sud de Bornéo.

## Habitat
Il habite les mangroves, les savanes et les forêts humides tropicales et subtropicales en plaine.
Il est menacé par la perte de son habitat.